# Batalha de Turckheim
A Batalha de Turckheim foi um enfrentamento da Guerra Franco-Holandesa que ocorreu no dia 5 de Janeiro de 1675, entre as cidades de Turckheim e Colmar na região da Alsácia. Envolveu os exércitos franceses comandados pelo Visconde de Turenne, Henrique de La Tour de Auvérnia, contra os exércitos da Áustria e Brandemburgo, comandados por Frederico Guilherme.
A campanha agressiva de Luís XIV contra os Países Baixos, a partir de 1672, acabou lançando contra a França a hostilidade de outros estados europeus, como a Áustria (que controlava o Sacro Império Romano-Germânico) e Brandemburgo-Prússia. Esta intervenção alastrou a guerra para a região do alto Reno e uma nova ameaça ao território francês. Em 1674, o marechal Turenne, comandante francês naquele setor, não conseguiu impedir a invasão de parte da Alsácia por um exército imperial. Com a chegada do fim do ano, os imperiais fizeram da região de Colmar seu quartel de inverno, a poucos quilômetros ao sul do quartel de inverno francês, situado em Haguenau.
De acordo com a arte da guerra de então, as operações militares eram interrompidas durante a estação mais fria e os generais deixavam seus exércitos para apenas retornar na primavera. Turenne, entretanto, resolveu não seguir este costume. Usando a linha de montanhas dos Vosges como cortina de proteção, ele seguiu para o oeste e depois para o sul, contornando aquele maciço, até reaparecer de surpresa em Belfort, ao sul do adversário, no dia 27 dezembro de 1674. Sem encontrar resistência, alcançou Mulhouse no dia 29. Os imperiais, surpreendidos, buscaram se concentrar às pressas em Turckheim. Turenne encontrou o exército imperial, muito bem-posicionado, na tarde do dia 5 de janeiro de 1675.
A batalha que se seguiu também não seguiu os padrões do século XVII. À frente de apenas um terço de seu exército e marchando com o flanco esquerdo colado às montanhas, Turenne se lançou contra a extrema direita do dispositivo inimigo. Os imperiais, fixados pela presença do restante da força francesa à sua frente, não alteraram seu dispositivo. A rapidez do movimento atacante (que não levava artilharia) e a superioridade numérica que este alcançou em um único ponto, desestruturou e desmoralizou os defensores, pondo-os em fuga, sem muitas baixas. Agora, com seus quartéis de inverno ameaçados, Frederico Guilherme de Brandemburgo viu-se obrigado a abandonar a Alsácia, vindo a cruzar o rio Reno, de volta para a Alemanha, na semana seguinte. Esta campanha é considerada uma das mais brilhantes do século XVII. Nela o visconde de Turenne, através de duas manobras indiretas (uma estratégica e outra tática) conseguiu livrar a França de uma invasão, sofrendo baixas desprezíveis.